# Campionato italiano di tamburello
Il Campionato italiano di tamburello è la manifestazione nazionale più importante di questo sport. È organizzato dalla Federazione Italiana Palla Tamburello (FIPT).

## Serie A
Queste sono le società che partecipano alla Serie A 2024.
- AT Ennio Guerra Castellaro
- ASDT Castiglione
- ASDT Cavrianese
- ASDT Sommacampagna
- ASDT Ceresara
- ASDT Valgatara
- ASDT Fontigo
- AT Virtus Guidizzolo
- ASDT Arcene
- ASD Tamburello Solferino

## Albo d'oro
Di seguito è riportato l'albo d'oro del campionato italiano di tamburello. Dal 1896 a oggi il campionato è stato vinto, almeno una volta, da trentotto squadre diverse.
Questa lista è suscettibile di variazioni e potrebbe essere incompleta o non aggiornata.

- 1896 (1ª):  Udinese (1º)
- 1897: Edizione non disputata
- 1898 (2ª):  Nicolò Barabino (1º)
- 1899 (3ª):  Nicolò Barabino (2º)
- 1900: Edizione non disputata
- 1901 (4ª):  Petrarca Arezzo (1º)
- 1902 (5ª):  Nicolò Barabino (3º)
- 1903: Edizione non disputata
- 1904 (6ª):  Nicolò Barabino (4º)
- 1905 (7ª):  Rivarolese (1º)
- 1906 (8ª):  Nicolò Barabino (5º)
- 1907 (9ª):  Nicolò Barabino (6º)
- 1908 (10ª):  Sampierdarenese (1º)
- 1909 (11ª):  Sampierdarenese (2º)
- 1910 (12ª):  Sampierdarenese (3º)
- 1911 (13ª):  Sampierdarenese (4º)
- 1912 (14ª):  Sampierdarenese (5º)
- 1913: Edizione non disputata
- 1914 (15ª):  Torino (1º)
- 1915-1918: Edizioni non disputate[1]
- 1919 (16ª):  Torino (2º)
- 1920 (17ª):  Sampierdarenese (6º)
- 1921 (18ª):  Torino (3º)
- 1922 (19ª):  Pisa (1º)
- 1923 (20ª):  Pisa (2º)
- 1924 (21ª):  Firenze (1º)
- 1925 (22ª):  Verona (1º)
- 1926 (23ª):  Verona (2º)
- 1927 (24ª):  Sestrese (1º)
- 1928 (25ª):  Sestrese (2º)
- 1929: Edizione non disputata
- 1930 (26ª):  Verona (3º)
- 1931 (27ª):  Empolese (1º)
- 1932 (28ª):  Empolese (2º)
- 1933 (29ª):  Milanese (1º)
- 1934 (30ª):  Milanese (2º)
- 1935 (31ª):  Milanese (3º)
- 1936 (32ª):  Milanese (4º)
- 1937 (33ª):  Milanese (5º)
- 1938 (34ª):  Milanese (6º)
- 1939 (35ª):  Savona (1º)
- 1940-1947: Edizioni non disputate[2]
- 1948 (36ª):  Sestrese (3º)
- 1949 (37ª):  Sestrese (4º)
- 1950 (38ª):  Polisportiva Castellana (1º)
- 1951 (39ª):  Polisportiva Castellana (2º)
- 1952 (40ª):  Carpani Goito (1º)
- 1953 (41ª):  Verona (4º)
- 1954 (42ª):  Etruria Prato (1º)
- 1955 (43ª):  Palazzo Genovese (1º)
- 1956 (44ª):  Ennio Guerra (1º)
- 1957 (45ª):  Virtus Bussolengo (1º)
- 1958 (46ª):  Virtus Bussolengo (2º)
- 1959 (47ª):  Carpani Goito (2º)
- 1960 (48ª):  CSR Fiat (1º)
- 1961 (49ª):  Belladelli Quaderni (1º)
- 1962 (50ª):  Belladelli Quaderni (2º)
- 1963 (51ª):  Belladelli Quaderni (3º)
- 1964 (52ª):  Belladelli Quaderni (4º)
- 1965 (53ª):  Belladelli Quaderni (5º)
- 1966 (54ª):  Belladelli Quaderni (6º)
- 1967 (55ª):  Salvi San Massimo (1º)
- 1968 (56ª):  Salvi San Massimo (2º)
- 1969 (57ª):  Murisengo (1º)
- 1970 (58ª):  SVAB Castell'Alfero (1º)
- 1971 (59ª):  Ongari Marmirolo (1º)
- 1972 (60ª):  SVAB Castell'Alfero (2º)
- 1973 (61ª):  Murisengo (2º)
- 1974 (62ª):  Viarigi (1º)
- 1975 (63ª):  Lonardi San Floriano (1º)
- 1976 (64ª):  Lonardi San Floriano (2º)
- 1977 (65ª):  Lonardi San Floriano (3º)
- 1978 (66ª):  Lonardi San Floriano (4º)
- 1979 (67ª):  Ovada (1º)
- 1980 (68ª):  Maria Pia Bussolengo (3º)
- 1981 (69ª):  Ongari Marmirolo (2º)
- 1982 (70ª):  Maria Pia Bussolengo (4º)
- 1983 (71ª):  Maria Pia Bussolengo (5º)
- 1984 (72ª):  Minotti Valgatara (1º)
- 1985 (73ª):  Bussolengo CCV (6º)
- 1986 (74ª):  Bussolengo CCV (7º)
- 1987 (75ª):  Medole Canova Martini (1º)
- 1988 (76ª):  Medole Canova Martini (2º)
- 1989 (77ª):  Medole Canova Martini (3º)
- 1990 (78ª):  Aldeno (1º)
- 1991 (79ª):  Aldeno (2º)
- 1992 (80ª):  Castelferro (1º)
- 1993 (81ª):  Castelferro (2º)
- 1994 (82ª):  Castelferro (3º)
- 1995 (83ª):  Castelferro (4º)
- 1996 (84ª):  Castelferro (5º)
- 1997 (85ª):  Castelferro (6º)
- 1998 (86ª):  Ennio Guerra (2º)
- 1999 (87ª):  San Paolo d'Argon (1º)
- 2000 (88ª):  Castelferro (7º)
- 2001 (89ª):  Borgosatollo (1º)
- 2002 (90ª):  Callianetto (1º)
- 2003 (91ª):  Callianetto (2º)
- 2004 (92ª):  Callianetto (3º)
- 2005 (93ª):  Callianetto (4º)
- 2006 (94ª):  Callianetto (5º)
- 2007 (95ª):  Callianetto (6º)
- 2008 (96ª):  Callianetto (7º)
- 2009 (97ª):  Callianetto (8º)
- 2010 (98ª):  Callianetto (9º)
- 2011 (99ª):  Callianetto (10º)
- 2012 (100ª):  Medole Canova Martini (4º)
- 2013 (101ª):  Callianetto (11º)
- 2014 (102ª):  Cavaion Monte (1º)
- 2015 (103ª):  Cavaion Monte (2º)
- 2016 (104ª):  Ennio Guerra (3º)
- 2017 (105ª):  Cavaion Monte (3º)
- 2018 (106ª):  Cavaion Monte (4º)
- 2019 (107ª):  Ennio Guerra (4º)
- 2020: Edizione non disputata[3]
- 2021 (108ª):  Ennio Guerra (5º)
- 2022 (109ª):  Sommacampagna (1º)
- 2023 (110ª):  Ennio Guerra (6º)
- 2024 (111ª):  Solferino (1º)

## Statistiche

### Titoli vinti per squadra
| Squadra                 | Titoli | Anni                                                             |
| ----------------------- | ------ | ---------------------------------------------------------------- |
| Callianetto             | 11     | 2002, 2003, 2004, 2005, 2006, 2007, 2008, 2009, 2010, 2011, 2013 |
| Bussolengo CCV          | 7      | 1957, 1958, 1980, 1982, 1983, 1985, 1986                         |
| Castelferro             | 7      | 1992, 1993, 1994, 1995, 1996, 1997, 2000                         |
| Nicolò Barabino         | 6      | 1898, 1899, 1902, 1904, 1906, 1907                               |
| Sampierdarenese         | 6      | 1908, 1909, 1910, 1911, 1912, 1920                               |
| Milanese                | 6      | 1933, 1934, 1935, 1936, 1937, 1938                               |
| Belladelli Quaderni     | 6      | 1961, 1962, 1963, 1964, 1965, 1966                               |
| Ennio Guerra            | 6      | 1956, 1998, 2016, 2019, 2021, 2023                               |
| Sestrese                | 4      | 1927, 1928, 1948, 1949                                           |
| Verona                  | 4      | 1925, 1926, 1930, 1953                                           |
| Lonardi San Floriano    | 4      | 1975, 1976, 1977, 1978                                           |
| Medole Canova Martini   | 4      | 1987, 1988, 1989, 2012                                           |
| Cavaion Monte           | 4      | 2014, 2015, 2017, 2018                                           |
| Torino                  | 3      | 1914, 1919, 1921                                                 |
| Pisa                    | 2      | 1922, 1923                                                       |
| Empolese                | 2      | 1931, 1932                                                       |
| Polisportiva Castellana | 2      | 1950, 1951                                                       |
| Carpani Goito           | 2      | 1952, 1959                                                       |
| Salvi San Massimo       | 2      | 1967, 1968                                                       |
| SVAB Castell'Alfero     | 2      | 1970, 1972                                                       |
| Murisengo               | 2      | 1969, 1973                                                       |
| Ongari Marmirolo        | 2      | 1971, 1981                                                       |
| Aldeno                  | 2      | 1990, 1991                                                       |
| Udinese                 | 1      | 1896                                                             |
| Petrarca Arezzo         | 1      | 1901                                                             |
| Rivarolese              | 1      | 1905                                                             |
| Firenze                 | 1      | 1924                                                             |
| Savona                  | 1      | 1939                                                             |
| Etruria Prato           | 1      | 1954                                                             |
| Palazzo Genovese        | 1      | 1955                                                             |
| CSR Fiat                | 1      | 1960                                                             |
| Viarigi                 | 1      | 1974                                                             |
| Ovada                   | 1      | 1979                                                             |
| Minotti Valgatara       | 1      | 1984                                                             |
| San Paolo d'Argon       | 1      | 1999                                                             |
| Borgosatollo            | 1      | 2001                                                             |
| Sommacampagna           | 1      | 2022                                                             |
| Solferino               | 1      | 2024                                                             |

## Vittorie per provincia
| Provincia   | Vittorie | Club vincitori |
| ----------- | -------- | --- |
| Verona      | 29       | Bussolengo (7), Quaderni (6), San Floriano (4), ASDT Cavaion Monte (4), Verona (3), Salvi San Massimo (2), Hellas Verona (1), Minotti Valgatara (1) , Sommacampagna (1) |
| Genova      | 18       | Barabino-Sampierdarenese (12), Sestrese (4), Rivarolese (1), Palazzo Genovese (1).                                                                                      |
| Mantova     | 17       | AT Ennio Guerra Castellaro (6), AT Medole (4), Polisportiva Castellana (3), G.Carpani Goito (2), Ongari Marmirolo (2).                                                  |
| Asti        | 14       | US Callianetto (11), SVAB Castell'Alfero (2), Viarigi (1) |
| Alessandria | 10       | Castelferro (7), Murisengo (2) CR Ovada (1) |
| Milano      | 6        | Milanese (6) |
| Torino      | 4        | Ò |
| Firenze     | 3        | Empolese (2), Firenze (1) |
| Pisa        | 2        | Pisa (2) |
| Trento      | 2        | SS Aldeno (2) |
| Arezzo      | 1        | Petrarca (1) |
| Bergamo     | 1        | UST San Paolo d'Argon (1) |
| Brescia     | 1        | ATC Borgosatollo (1) |
| Prato       | 1        | Etruria (1) |
| Savona      | 1        | Savona (1) |
| Udine       | 1        | Udinese (1) |